# Cynthia Rhodes
Cynthia Rhodes (nascuda el 21 de novembre de 1956) és una actriu, cantant i ballarina nord-americana retirada. Entre els seus papers cinematogràfics s'inclouen Tina Tech a Flashdance (1983), Jackie a Staying Alive (1983), Penny a Dirty Dancing (1987) i l'oficial Karen Thompson a Runaway.

## Carrera
Nascuda a Nashville, Tennessee, Rhodes va començar la seva carrera d'espectacle treballant a Opryland EUA com a cantant i ballarina mentre assistia a l'escola secundària Glencliff durant la dècada de 1970. Criada en una família baptista, Rhodes va intentar mantenir una imatge neta en els seus papers interpretatius i en els mitjans de comunicació, rebutjant els guions que requerien nuesa i rebutjant les ofertes per posar fotografies a la revista Playboy. Sylvester Stallone, el director de Staying Alive, va reforçar aquests fets afirmant que Rhodes "abans deixaria el negoci abans de fer res per avergonyir els seus pares".
Rhodes va jugar un petit paper al musical de fantasia Xanadu (1980). El 1982 va aparèixer en una producció de vídeo anomenada The Tubes Video dirigida per Russell Mulcahy i coreografiada per Kenny Ortega. Aquest vídeo musical de 52 minuts de durada va comptar amb Rhodes com un dels tres ballarins secundaris de la banda de rock The Tubes amb seu a San Francisco i inclou èxits com "Talk to You Later", "Sushi Girl", "Sports Fans" i "Mondo Bondage ". El seu següent paper va ser Tina Tech a la pel·lícula musical Flashdance. Després de Flashdance, Rhodes va rodar al costat de John Travolta a la pel·lícula de Sylvester Stallone del 1983 Staying Alive, una seqüela de la reeixida pel·lícula de 1977 Saturday Night Fever. El personatge de Rhodes, Jackie, era una ballarina de formació, cantant de la banda de bar i, en algun moment, estava interessat en el personatge de Travolta, Tony Manero. Tot i que va ser mal revisada, la pel·lícula va tenir èxit comercial.
Rhodes va obtenir el seu primer paper no relacionat amb la dansa al thriller de ciència-ficció Runaway de Michael Crichton el 1984 amb Tom Selleck, Kirstie Alley i Gene Simmons. El seu paper més destacat va ser com a la instructora de dansa Penny Johnson a la reeixida pel·lícula de 1987 Dirty Dancing amb Jennifer Gray i Patrick Swayze. El darrer paper cinematogràfic de Rhodes va ser el personatge de Vickie Phillips, que jugava al costat de Jameson Parker, a la pel·lícula d'acció-aventures Sleeper of the Crystal Eye.
Rhodes també va aparèixer com a ballarí en diversos vídeos musicals, inclosos "Rosanna" de la banda Toto, "The Woman in You" dels Bee Gees i "Don't Mean Nothing" de Richard Marx. Va ser ballarina de la banda de glam rock The Tubes quan van fer una gira a principis dels anys vuitanta. Posteriorment, Rhodes es va unir al grup de pop Animotion, en substitució de la seva cantant principal Astrid Plane, per la gravació del seu tercer àlbum de material original. Tot i que el single del grup "Room to Move" (de la pel·lícula La meva noia és una extraterrestre) va ascendir al número 9 de les llistes de Billboard, l'àlbum no va aconseguir igualar l'èxit anterior del grup, assolint només el número 110 de les llistes de pop; poc després, el grup es va dissoldre. El 2002, Rhodes va coescriure el tema suau de jazz "Perfect Day" amb l'aleshores seu marit Richard Marx per al desembre, l'àlbum de vacances del trompetista Chris Botti.

## Vida Personal
Rhodes estava casada amb el cantautor Richard Marx. Es van conèixer el 1983 mentre Marx treballava en la banda sonora de la pel·lícula Staying Alive. Rhodes, set anys més gran que ell, pensava que Marx era massa jove per ella. Marx i Rhodes no van iniciar la seva relació fins dos anys més tard, quan es van tornar a conèixer en una festa. Després d'un festeig de quatre anys, la parella es va casar el 8 de gener de 1989. Després de casar-se amb Marx i donar a llum a tres nois, Rhodes es va retirar de la seva carrera interpretativa per formar la seva família. En un article de Us Weekly del 4 d'abril de 2014, el representant de Marx va confirmar que ell i Rhodes es divorciaven després de 25 anys de matrimoni.

## Discografia

### Amb Animotion
- Animotion (1989)

### Aparicions de bandes sonores
- "Finding Out the Hard Way", "I'm Never Gonna Give You Up" amb Frank Stallone (de Staying Alive) (1983)
- "Room to Move" amb Animotion (de My Stepmother Is an Alien) (1988)

## Filmografia
- Xanadu (1980) – Ballarina de conjunt
- Flashdance (1983) – Tina Tech
- Staying Alive (1983) – Jackie
- Runaway (1984) – Oficial Karen Thompson
- Dirty Dancing (1987) – Penny Johnson